# Unificación Comunista de España
Unificación Comunista de España (UCE) es un partido político español marxista-leninista-pensamiento Mao Tse-tung.
Fue fundado en 1973, pero su legalización no llegará hasta 1978, tres años tras la muerte de Franco.
En los años 80 destacará por su oposición a la entrada en la OTAN. Desde 1989 y hasta el año 2000 pedirá el voto para Izquierda Unida. Entre 2007 y 2008 lo hará por Unión Progreso y Democracia y Ciudadanos como forma de oponerse al movimiento independentista catalán, decisión que será duramente criticada por otros partidos de izquierdas. 
Se presentará a las Elecciones generales de España de 2011. 
A partir de 2014 impulsarán, siguiendo la linea de frente amplio, la creación de Recortes Cero, el cúal comenzará como agrupación de electores, desde donde evolucionará a una coalición electoral, con  la participación de otros partidos como Los Verdes-Grupo Verde o el Partido Castellano-Tierra Comunera.
Unificación Comunista de España edita dos revistas mensuales (Foros XXI y Chispas), un periódico semanal (De Verdad) y un digital (De Verdad Digital). También tiene una red de diez ateneos culturales que comenzaron en Madrid con el Ateneo Cultural Madrid XXI.

## Historia
En 1968 se crea Tribuna Obrera, una publicación alrededor de la cual nace, en 1973, Unificación Comunista (UC). En 1974, UC se fusiona con el Movimiento Comunista de España, pero esa fusión solo duraría seis meses. Tras recuperar su independencia orgánica, UC cambia su nombre por Unificación Comunista de España (UCE). En 1977, al ser todavía un partido ilegal, miembros de UCE concurren a las elecciones generales en las listas del Frente Democrático de Izquierdas, con otros partidos de extrema izquierda aún ilegales como el PTE y sus juventudes, el PUCC, la CSUT, etc.
En 1978, UCE es legalizada y realiza su primer congreso, como antesala a su participación en las elecciones generales de 1979, para las que presenta listas en coalición con la Organización Comunista de España (Bandera Roja). UCE se pronunció contra la intervención soviética en Afganistán, y se opuso la toma de posiciones de la URSS en Angola, Mozambique, el Cuerno de África, Asia, Oriente Medio y Centroamérica.
En marzo de 1981, tras la intentona golpista de Tejero, UCE lanza la campaña "No al fascismo. No a la OTAN". En agosto de ese mismo año inicia la recogida de firmas a favor de un referéndum con la consigna "OTAN No. Referéndum sí". Cuando finalmente se celebró el Referéndum sobre la permanencia de España en la OTAN, pidieron el no. Para 1988 eran ya una de las pocas organizaciones maoístas aún activas, pero aun así participaron en la Huelga General del 14 de diciembre.
Con una actividad política y social cada vez menor, UCE pidió el voto para Izquierda Unida en las elecciones generales de 1989, 1993, 1996 y 2000, pero en las elecciones catalanas de 2006 pidió el voto para Ciudadanos. y en las Generales de 2008, apoyaron a Unión Progreso y Democracia (en Madrid) y a Ciudadanos-Partido de la Ciudadanía (en Barcelona), calificándolos como votos útiles.
Se presentaron a las Elecciones al Parlamento Europeo de 2009 y publicaron un nuevo manifiesto con su programa electoral, muy centrado en la crisis económica, en el que proponían establecer un salario mínimo de 1.000 euros mensuales y un salario máximo de 10.000, así como un sistema fiscal progresivo con gravámenes de entre el 0% y el 90% y la concesión de ayudas a empresas pequeñas y familias a través del ICO. En las Elecciones autonómicas de Cataluña de 2010, se presentaron con el compromiso del bienestar de las clases populares, no solo de Cataluña, sino de toda España.
En las Elecciones municipales españolas de 2011, se presentaron con el foco en llevar "la reforma de las pensiones a referéndum ya!", y en las Elecciones generales de España de 2011 lograron presentarse en solitario en las 52 circunscripciones con todas sus listas encabezadas por mujeres. Después de varios problemas en la presentación de las distintas firmas, pudieron presentarse en 45 provincias. De la misma forma, se presentan a las elecciones de Andalucía en marzo de 2012 en las 8 provincias.
Para las elecciones al Parlamento Europeo de 2014 crea y lidera la candidatura Recortes Cero, bajo cuya marca se presenta desde entonces a todos los procesos electorales generales, autonómicas y al Parlamento Europeo.,

## Línea política
UCE se define como un partido de clase, proletario, guiado por la ideología del MLPMTT (marxismo-leninismo-pensamiento Mao-Tse-Tung). Como partido comunista, sus metas finales son acabar con la explotación del hombre por el hombre y acabar con la división de clases sociales.
Tiene su origen en Tribuna Obrera (1968), una organización política bajo una línea maoísta. Nació en el marco de la lucha contra la dictadura franquista, al calor de la oleada revolucionaria de los años sesenta, las luchas de liberación en el tercer mundo y el espíritu de la Revolución Cultural china, y en la crítica y denuncia de lo que denomina "socialfascismo", "socialimperialismo" y "revisionismo" soviéticos. Este marco determina su acción política.
En el terreno político UCE hace un análisis de la situación mundial y la sociedad española, desde la perspectiva de que España es un país relativamente débil, aliado y dependiente de la superpotencia de Estados Unidos en primer lugar, y de  la Unión Europea en segundo.  UCE defiende que el proyecto Europa de las naciones, encabezado por Alemania y Francia, pasa por apoyar las tendencias nacionalistas con el fin de debilitar a los estados débiles, como España, y ejercer un mayor control sobre ellos.
Ha reivindicado la figura del expresidente Adolfo Suárez por su oposición a la OTAN y a la política de Estados Unidos, manteniendo buenas relaciones con Yasir Arafat y Fidel Castro, llevando una delegación española a una cumbre del Movimiento No Alineado.

## Resultados electorales
UCE se presentó en distintas convocatorias durante la década de 1980, con unos resultados que oscilaron entre los 20.000 y los 50.000 votos
A partir de la década de los 90 abandonarán la primera línea política en favor de la política de frente amplio. Durante toda la década pedirán el voto por IU. Su oposición al indipendentismo y al bipartidismo llevará a pedir el voto a Ciudadanos y UPyD en 2007 y 2008. A partir de 2009 el partido retoma la presencia en los comicios. Tras el 15-M apoyará  en sus publicaciones la formación de una coalición de Podemos, PSOE y Ciudadanos. En la actualidad defiende al gobierno de coalición, aunque desde 2014 se presenta dentro de la coalición Recortes Cero.

### Elecciones generales
| Comicios | # de votos | % de votos | Notas                                                                                       |
| -------- | ---------- | ---------- | ------------------------------------------------------------------------------------------- |
| 1979     | 47.937     | 0,27       | En coalición con Organización Comunista de España (Bandera Roja) bajo las siglas OCEBR-UCE. |
| 1982     | 24.044     | 0,11       |                                                                                             |
| 1986     | 42.451     | 0,21       |                                                                                             |
| 1989     |            |            | Pidieron voto para Izquierda Unida (IU).                                                    |
| 1993     |            |            | Pidieron voto para Izquierda Unida (IU).                                                    |
| 1996     |            |            | Pidieron voto para Izquierda Unida (IU).                                                    |
| 2000     |            |            | Pidieron voto para Izquierda Unida (IU).                                                    |
| 2004     |            |            |                                                                                             |
| 2008     |            |            | Pidieron voto para Unión, Progreso y Democracia (UPyD) y Ciudadanos (Cs)                    |
| 2011     | 16.148     | 0,06       |                                                                                             |

En las elecciones generales de España de 2011 obtuvieron sus mejores resultados en la provincia de Lugo especialmente en Castroverde (la tercera fuerza política tras el PP y el PSOE)
| Provincia  | Congreso          | Congreso | Congreso | Senado          | Senado |
| Provincia  | Votos al Congreso | %        | +/-      | Votos al Senado | %      |
| ---------- | ----------------- | -------- | -------- | --------------- | ------ |
| Lugo       | 588               | 0,27     | + 570    | 760             | 0,35   |
| Álava      | 290               | 0,17     | + 251    | 533             | 0,32   |
| Soria      | 72                | 0,14     | + 65     | 193             | 0,39   |
| Barcelona  | 3,355             | 0,12     | + 2,921  | 8,677           | 0,34   |
| Murcia     | 464               | 0,06     | + 364    | 2,466           | 0,34   |
| Pontevedra | 428               | 0,07     | + 320    | 830             | 0,15   |
| Orense     | 148               | 0,07     | + 124    | 410             | 0,21   |
| La Coruña  | 316               | 0,04     | + 249    | 835             | 0,13   |
| Las Palmas | 540               | 0,11     | + 455    | 540             | 0,11   |
| Guipúzcoa  | 397               | 0,10     | + 346    | 671             | 0,18   |
| Vizcaya    | 544               | 0,08     | + 444    | 1124            | 0,17   |
| Huesca     | 105               | 0,08     | + 93     | 363             | 0,31   |
| Tarragona  | 265               | 0,07     | + 218    | 658             | 0,20   |
| Badajoz    | -                 | 0,00     | - 37     | -               | 0,00   |
| TOTAL      | 16,148            | 0,06     | 12,665   | 32,861          | 0,12   |

Source: Ministerio del Interior - Elecciones Generales 2011

### Elecciones al Parlamento Europeo

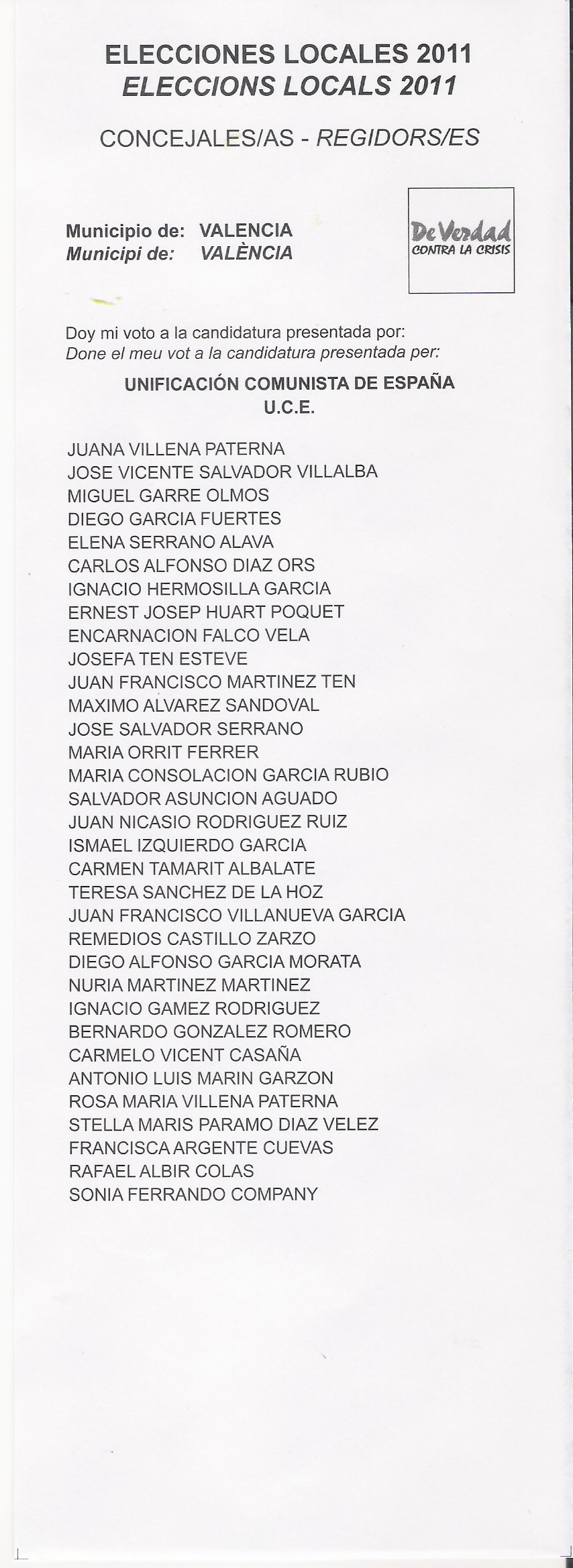
Lista municipal de Valencia en 2011.

En las elecciones europeas de 2009 obtuvieron 3.483 votos (0,02%). Sus mejores resultados estuvieron en las circunscripciones de Baleares (0,030%), Barcelona (0,030%), Alicante (0,036%), Álava (0,040%) y Valencia (0,042%).
| Comicios | # de votos | % de votos | Notas |
| -------- | ---------- | ---------- | ----- |
| 1987     | 21.482     | 0,11       |       |
| 2009     | 3.483      | 0,02       |       |

### Elecciones municipales
| Comicios | # de votos | % de votos | Notas |
| -------- | ---------- | ---------- | ----- |
| 1987     | 3.380      | 0,02       |       |
| 2011     | 5.218      | 0,14       |       |

Las penúltimas elecciones municipales a las que se presentó UCE fueron las de junio de 1987. En ellas, presentó candidaturas en nueve municipios, cuatro de ellos de la provincia de Valencia, y el mejor resultado lo obtuvo en el municipio de Carlet (2,74%), superando en votos a las otras dos candidaturas comunistas que se presentaban en la localidad.
| Municipio | Provincia | Votos | %    | Concejales |
| --------- | --------- | ----- | ---- | ---------- |
| Alacuás   | Valencia  | 98    | 0,81 | 0          |
| Barcelona | Barcelona | 869   | 0,09 | 0          |
| Cádiz     | Cádiz     | 159   | 0,27 | 0          |
| Carlet    | Valencia  | 210   | 2,74 | 0          |
| Huelva    | Huelva    | 155   | 0,31 | 0          |
| Murcia    | Murcia    | 309   | 0,20 | 0          |
| Requena   | Valencia  | 39    | 0,42 | 0          |
| Valencia  | Valencia  | 800   | 0,21 | 0          |
| Zaragoza  | Zaragoza  | 741   | 0,26 | 0          |

Las últimas elecciones municipales a las que se presentó UCE fueron las de mayo de 2011. En ellas, presentó candidaturas en 35 municipios, con un total de 5.218 votos. El mejor resultado lo obtuvo en el municipio de Vera de Moncayo (1,88%)
| Municipio               | Provincia  | Votos | %    | Concejales |
| ----------------------- | ---------- | ----- | ---- | ---------- |
| Torredelcampo           | Jaén       | 80    | 0,90 | 0          |
| Alacuás                 | Valencia   | 133   | 0,83 | 0          |
| Fuenlabrada             | Madrid     | 681   | 0,71 | 0          |
| Villanueva y Geltrú     | Barcelona  | 154   | 0,63 | 0          |
| Esplugas de Llobregat   | Barcelona  | 110   | 0,61 | 0          |
| Baracaldo               | Vizcaya    | 270   | 0,60 | 0          |
| Alfafar                 | Valencia   | 59    | 0,59 | 0          |
| Leganés                 | Madrid     | 495   | 0,53 | 0          |
| Alcoy                   | Alicante   | 132   | 0,41 | 0          |
| Getafe                  | Madrid     | 269   | 0,32 | 0          |
| Hospitalet de Llobregat | Barcelona  | 180   | 0,21 | 0          |
| Vitoria                 | Álava      | 214   | 0,19 | 0          |
| Bilbao                  | Vizcaya    | 178   | 0,11 | 0          |
| Vigo                    | Pontevedra | 166   | 0,11 | 0          |
| Murcia                  | Murcia     | 173   | 0,09 | 0          |
| Valencia                | Valencia   | 295   | 0,07 | 0          |
| Madrid                  | Madrid     | 526   | 0,05 | 0          |
| Barcelona               | Barcelona  | 217   | 0,04 | 0          |
| Málaga                  | Málaga     | 102   | 0,04 | 0          |

### Elecciones autonómicas
En las autonómicas de mayo de 2011, presentó candidaturas en 7 comunidades autónomas, con un total de 3.707 votos. El mejor resultado lo obtuvo en la provincia de Soria (0,37%).
| CCAA                 | Votos | %    |
| -------------------- | ----- | ---- |
| Canarias             | 120   | 0,36 |
| Baleares             | 64    | 0,17 |
| Castilla y León      | 492   | 0,14 |
| Murcia               | 713   | 0,11 |
| Aragón               | 592   | 0,08 |
| Comunidad Valenciana | 1716  | 0,08 |
| Asturias             | 10    | 0,02 |

## Movimientos impulsados
A partir de 2014 UCE impulsará la creación de la MERP (Mesa estatal por el blindaje de las pensiones) con el objetivo de blindar las pensiones públicas en la constitución. 

## Polémicas
Desde la izquierda se criticará duramente al partido por su apoyo a Ciudadanos y UPYD,  así como por su feroz oposición al independentismo catalán, acúsandolos de quinta columna de la derecha. 
Por otra parte diversos medios de comunicación de extrema izquierda han acusado de secta a UCE. En 2010 la ONG catalana Atención e Investigación de Socioadicciones (AIS) incluirá a UCE dentro de su listado, lo que será recurrido legalmente por el partido, teniendo que públicar un articulo en el que se retracta publicamente.